# İnkumu
İnkumu est une ville côtière turque, située dans la province de Bartın. Elle est principalement connue pour sa plage.
La ville est pourvue de plusieurs infrastructures, notamment une gendarmerie, une université, des hôtels, restaurants, cafés et marchés.

## Transport
La grande ville de Bartın est située à environ 10 km de là. Elle peut être notamment reliée en transports en commun, à l'arrêt İnkumu.

## Tourisme

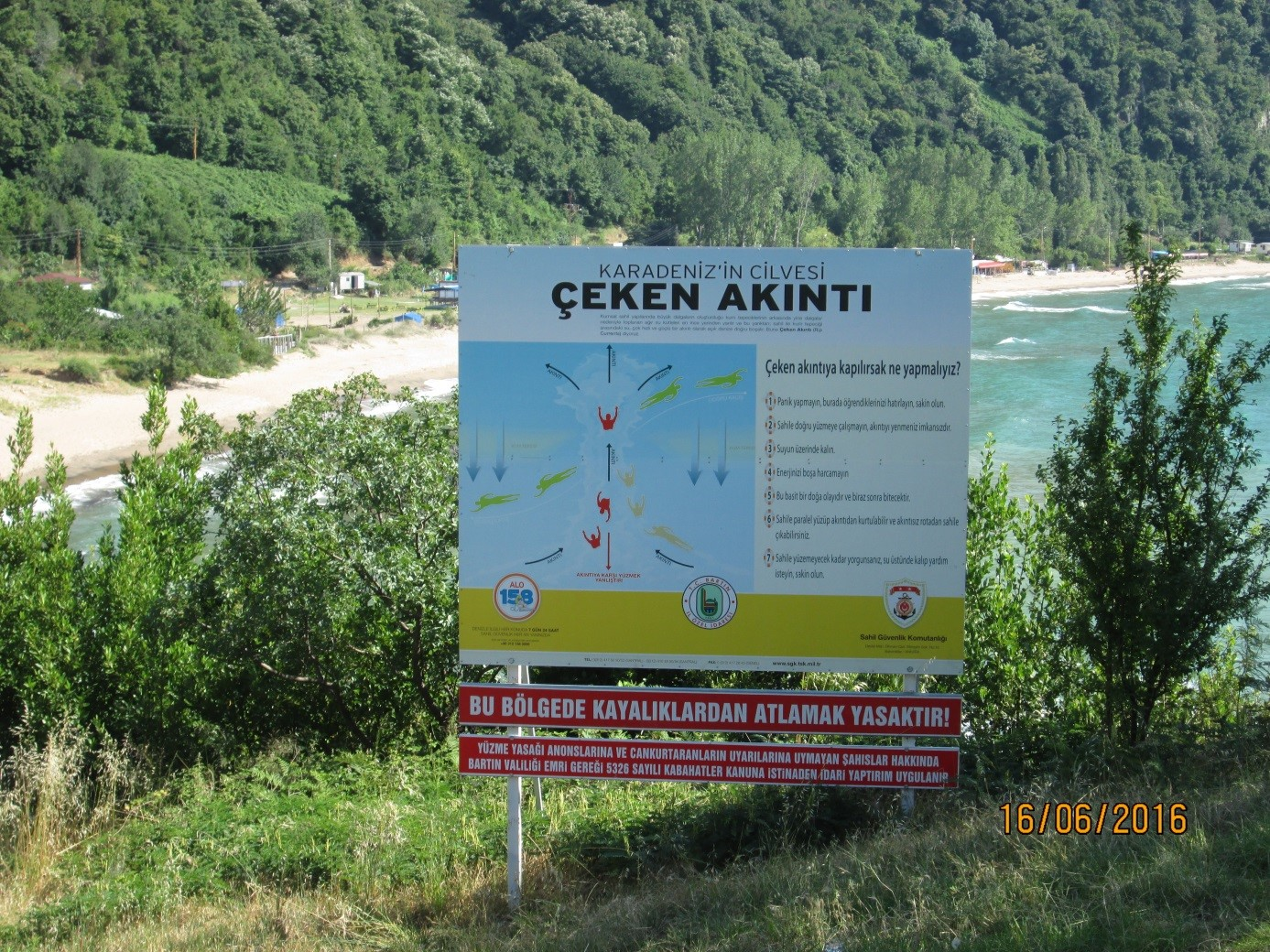
Un panneau d'avertissement situé à l'entrée de la plage, concernant les risques de noyade.

Avec une longueur avoisinant les 2,3 km de long, la plage d'İnkumu est un endroit prisé, notamment des vacanciers ou des habitants des villes voisines.
Un risque de noyade est tout de même signalé, en raison d'un fort courant d'arrachement observé à certains endroits.

## Flore

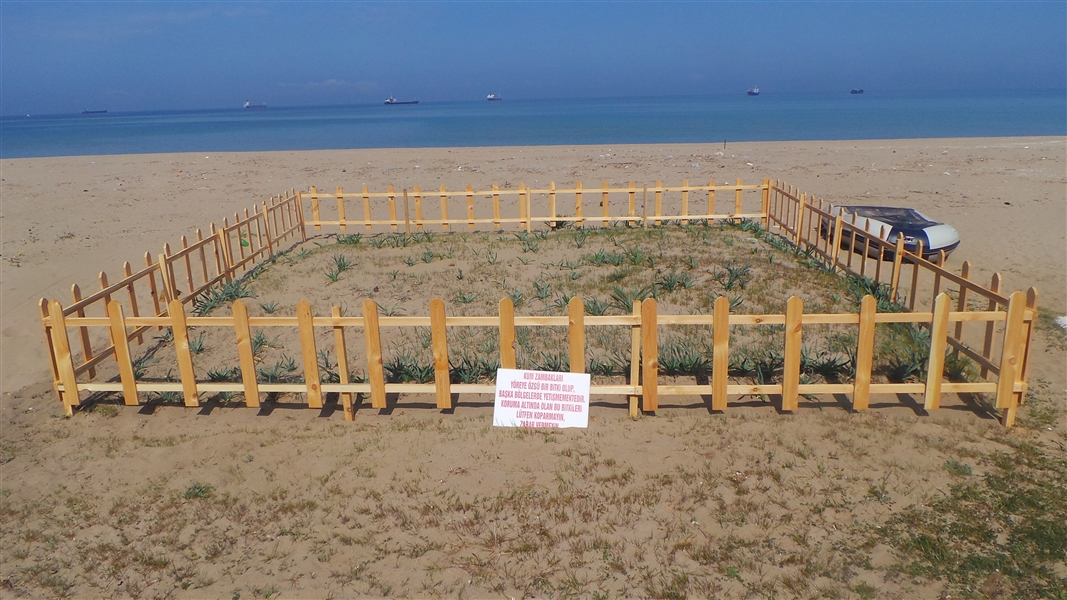
Du lis maritime sur la plage d'İnkumu.

Du lis maritime est présent sur la plage. Étant en voie de disparition, cette plante est protégée (voir illustration).